# Estació del Carrilet (Amer)
L'Estació del Carrilet és una obra d'Amer (Selva) inclosa a l'Inventari del Patrimoni Arquitectònic de Catalunya.

## Descripció
Edifici aïllat i conjunt d'establiments annexos de l'antiga estació de tren situada a la part alta del barri del Firal. Entre el edificis annexos més pròxims hi ha els antics serveis i lavabos i el desaparegut, però reconstruït en un futur pròxim, antic quiosc de l'estació.
L'edifici de l'estació és de planta rectangular i fa uns 150 m². Consta de dues plantes, de quatre façanes, de tres sectors o crugies al costat més llarg i d'una coberta de quatre vessants, fruit de la intersecció dels cossos laterals, de doble vessant a façana, i del cos central, de doble vessant a laterals. La façana està arrebossada i pintada de color grana rosat i ocre clar per als marcs de les obertures i conté un fals encoixinat de mòdul rectangular i línies amb motllures que ressegueixen i separen la planta baixa i el primer pis.
La planta baixa té 9 obertures rectangulars emmarcades de color ocre clar. A l'alçada de les impostes de les obertures de les façanes principals, les línies de separació de pisos ressalten les obertures. El primer pis conté 10 obertures, amb la mateixa disposició i decoració de les finestres. Al centre de cadascuna de les façanes, al primer pis, sobre les finestres, hi ha un ull de bou circular.
Els ràfecs són fets de bigues i mènsules de fusta que emergeixen uns 50 cm.
Al voltant de l'estació hi ha restes d'antigues dependències, com ara tallers, dipòsits de locomotores, vies, molls coberts i descoberts i una plaça giratòria. Algunes d'aquestes instal·lacions han estat destruïdes des de 1969 i d'altres s'han restaurat o reconstruït.

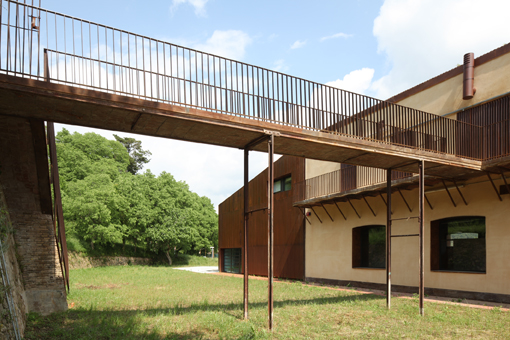
Parc de Bombers, en els antics tallers del Carrilet, reforma de Mizien arquitectura.

Pel que fa als antics lavabos, és una estructura d'una planta i coberta de doble vessant a laterals, amb sostre de teula romana i embigat de fusta. Conté sis obertures en dos dels seus costats per airejar l'interior.
Els antics tallers del Carrilet, situats en el mateix conjunt ferroviari allotgen el Parc de Bombers. El projecte de reforma de Mizien arquitectura de 2011 va recuperar les obertures originals de la façana i l'estructura de biguetes executades amb raïls de tren. En els volums corresponents a l'ampliació de l'edifici es va utilitzar l'acer Cor-Ten.

## Història
Aquesta era l'antiga estació de tren de la línia que unia Olot amb Sant Feliu de Guíxols. Després de l'electricitat, el tren d'Olot va ser la innovació tecnològica més important que varen veure les comarques del Gironès, la Selva i la Garrotxa a principis del segle xx. La posada en marca d'aquell negoci ferroviari suposava la modernització del transport, que oferia molta més rapidesa i capacitat de càrrega que no pas el tradicional sistema de les tartanes i els carros. La inauguració del recorregut total que feia el nou transport ferroviari entre Girona i Olot va tenir lloc el 14 de desembre de 1911, encara que el tram d'Amer a Salt el 1895 ja funcionava. Junt amb l'estació d'Olot i Girona, la d'Amer era de les importants, ja que hi havia una estació de reparació i manteniment, tallers, magatzems i altres dependències situades a mig camí del recorregut del tren.
El Carrilet va ser un element bàsic de la comunicació de l'interior d'aquesta part de les comarques gironines fins al 1969, quan es desmuntà el tren i les estacions prengueren altres usos. Actualment, l'estació forma part del recorregut lúdico-turístic per a vianants i bicicletes de les Vies Verdes, gestionades pel consorci de les vies Verdes i la Diputació de Girona.
El conjunt patrimonial arquitectònic i ferroviari d'Amer, únic a Catalunya, ha estat transformat per l'Ajuntament en varis equipaments pel foment del turisme de lleure i de bicicleta. En el cas d'Amer, els edificis s'han reutilitzat. A l'estació, l'edifici principal, està ubicada l'oficina d'informació turística, una guarderia i l'oficina de Joventut. A la planta superior, antiga casa del cap d'estació, hi ha l'esplai "la Teranyina". El quiosc, enderrocat, es tornà a aixecar i farà la funció de bar i zona de repòs. Els serveis i lavabos funcionen com a centre de lloguer de bicicletes. El moll de càrrega, cobert i reconstruït de manera idèntica a l'original, serveix d'aixopluc i de punt de trobada pels usuaris del carril bici. Els tallers i magatzems, formen part del parc de bombers. Finalment, els tallers de les màquines i les dutxes s'adequaran com a alberg d'usuaris i excursionistes del carril bici.
La restauració del conjunt va començar amb els interiors de l'estació (1996) i amb l'exterior de l'estació (pintura i arrebossat) el 2004.